# Gare d'Uzerche
La gare d'Uzerche est une gare ferroviaire française de la ligne des Aubrais - Orléans à Montauban-Ville-Bourbon, située sur le territoire de la commune d'Uzerche, dans le département de la Corrèze, en région Nouvelle-Aquitaine.
C'est une gare de la Société nationale des chemins de fer français (SNCF) desservie par les trains des réseaux Intercités et TER Nouvelle-Aquitaine.

## Situation ferroviaire
Établie à 323 m d'altitude, la gare d'Uzerche est située au point kilométrique (PK) 459,780 de la ligne des Aubrais - Orléans à Montauban-Ville-Bourbon, entre les gares ouvertes de Masseret et Vigeois. Autrefois, avant Masseret se trouvait la gare de Salon-la-Tour.

## Histoire
Le 2 novembre 2004, la gare a été fermée au service Fret SNCF.

### Fréquentation
Selon les estimations de la SNCF, la fréquentation annuelle de la gare figure dans le tableau ci-dessous.
| Année               | 2015   | 2016   | 2017   | 2018   | 2019   | 2020   | 2021   | 2022   | 2023   |
| ------------------- | ------ | ------ | ------ | ------ | ------ | ------ | ------ | ------ | ------ |
| Nombre de voyageurs | 82 141 | 81 930 | 82 453 | 66 798 | 69 918 | 43 161 | 56 268 | 73 091 | 88 045 |

## Service des voyageurs

### Accueil
Elle est équipée de deux quais latéraux avec un abri voyageurs sur chaque quai, encadrant deux voies ainsi que de voies de service.
La gare et son guichet sont ouverts tous les jours. Elle bénéficie également du service Accès Plus.

### Dessertes
La gare est desservie par :
- des trains du réseau Intercités[4] (ligne Paris - Limoges - Brive - Toulouse) ;

- des trains du réseau TER Nouvelle-Aquitaine via la ligne Limoges - Brive-la-Gaillarde[5] ;
- les lignes R07[6] et 8[7] des transports régionaux.